# Bullás József
Bullás József (Zalaegerszeg, 1958. december 24. –) Munkácsi Mihály-díjas magyar festőművész.

## Munkássága
Munkái mind a magyar mind pedig a nemzetközi színtéren reflektálnak a kortárs festészet geometrikus, valamint op-art tendenciáira. Festményein egy olyan képi gyakorlat bontakozik ki, melyben a szín- és formakombinációk egy végtelennek tűnő síkon terjeszkednek el, és az ornamentika, a gesztus és a geometria szintézisében öltenek testet. Bullás festészete nem ábrázoló, nem a festmény narratív jellege kerül előtérbe, hanem egy olyan absztrakt festészet létrehozása a cél, ami ötvözi a tradicionális nyugati konstruktivizmust a keleti ornamentikával, annak irodalmias, asszociatív, jel-képző tulajdonságai nélkül.

## Pályája
Bullás József 1980-1986 között végzett a Magyar Képzőművészeti Főiskola festő tanszékén Kokas Ignác és Gábor Dienes mesterek alatt. 2016-tól a Pécsi Tudományegyetem adjunktusa. A Deák Erika Galéria képviselt művésze.
Pályájának kezdetén a transzavantgarde, a posztmodern és az új festészet problémái foglalkoztatták, ezen munkáival szerepelt a Hegyi Lóránd féle Új Szenzibilitás kiállításain. Emellett, a 90-es évek elejéig computer grafikákat is készít, melyekkel többek között a Linz-i Ars Electronicán is díjat nyert. A 90-es évek közepétől, több külföldi utazást követően, munkáin egy sokkal letisztultabb, koncentráltabb és közvetlenebb gyakorlat érvényesül, ami munkásságának jelenlegi alappilléreit is meghatározza. Az anyaggal való közvetlen kapcsolat, a kép belső struktúrájának felépítése és rétegekre bontása, valamint a festmények létrehozása mögött felsejlő misztikum és folyamat-jelleg egyaránt előtérbe kerül. Bullás olyan transzcendentális téri dimenziókat hoz létre, melyben a nyitottság, az ismétlődés és a repetitív jelleg érvényesül.

## Egyéni kiállításai (válogatott)
- 2021 Rolling colors, Deák Erika Galéria, Budapest
- 2020 Fényrétegek, Ybl Budai Kreatív Ház, Budapest
- 2020 Fényrétegek (Borkovics Péterrel), Dubniczay-palota/Várgaléria, Veszprém
- 2019 Időkerék, M21 Galéria, Pécs
- 2018 Időkerék, Deák Erika Galéria, Budapest
- 2016 Hard Edge, Soft Edge, Deák Erika Galéria, Budapest
- 2016 OP remix, Rómer Flóris Művészeti és Történeti Múzeum, Győr
- 2014 Szinkretikus színkezelés, Deák Erika Galéria, Budapest
- 2014 Scafhof/München, Europaishes Künstlerhaus
- 2013 Pourquoi Les Fleurs Sont Plus Belles Ici?, Magyar Kulturális Központ, Párizs
- 2012 Eblouissement,  Musée en Herbe, Párizs
- 2011 H Op Geo, Deák Erika Galéria, Budapest
- 2010 Prestige Galéria (Bernát Andrással), Budapest
- 2009 New Pictures (Synthesis), Deák Erika Galéria, Budapest
- 2008 Refractions, Anya Tish Gallery, Houston
- 2008 Közelítés Galéria, Pécs
- 2007 Dazzle, Deák Erika Galéria, Budapest
- 2005 Társalgó Galéria, Budapest
- 2005 Vadnai Galéria (Barabás Zsófival), Budapest
- 2005 Anya Tish Gallery, Houston
- 2005 Castle Gallery, Kuressaare
- 2005 Contemporary Museum, Pärnu
- 2005 Raiffeisen Galéria, Budapest
- 2005 Vadnai Galéria (Gál András-sal, Somody Péterrel), Budapest
- 2004 Hungary Institute Gallery, Tallin
- 2004 U Galleri, Helsinki
- 2004 K. Petrys Galéria, Budapest
- 2004 Collegium Hungaricum, Berlin
- 2003 Pál Gyula Terem, Budapest
- 2002 Vadnai Galéria, Budapest
- 1999 Ernst Múzeum, Budapest
- 1999 Astra Galéria, Budapest
- 1998 Fészek Galéria, Budapest
- 1994 Francia Intézet, Budapest
- 1994 Vigadó Galéria, Budapest
- 1993 Gulácsy Galéria, Budapest
- 1992 Gulácsy Galéria, Budapest
- 1990 Stúdió Galéria, Budapest
- 1988 Bercsényi Kollégium Kiállítóterme, Budapest
- 1988 Zichy-kastély, Budapest
- 1985 DOTE Galéria, Budapest

## Csoportos kiállításai (válogatott)
- 2019 BAUHAUS 100, Vasarely Múzeum, Budapest
- 2019 Bauhaus 100, Ludwig Múzeum, Budapest
- 2018 Kilenc műteremből, Műcsarnok, Budapest
- 2018 Dinamikus törekvések, Bánffy-palota, Kolozsvár
- 2017 Médiumidézők, MAMŰ Galéria, Budapest
- 2017 Light positions, Rómer Flóris Művészeti és Történeti Múzeum, Győr
- 2017 Al passo con i tempi/Lépéstartás, Római Magyar Akadémia, Róma
- 2016 Színerő, M21 Galéria, Pécs
- 2015 Gondolatok a fekete négyzet körül, Vasarely Múzeum, Budapest
- 2015 Európai 2.0, 1985-2015, Fészek Galéria, Neon Galéria, Budapest
- 2014 Papíron, Deák Erika Galéria, Budapest
- 2013 Kepes Központ, Eger
- 2010 Non-Figurative Malerei: Ruhrgebeit Trifft Ungarn, Oberhausen, Zentrum Altenberg
- 2010 Art Fanatics, Műcsarnok, Budapest
- 2009 Geomix, B55 Galéria, Budapest
- 2009 Ungarische Kunst Der 1970er Bis 1990er Jahre Neuen Galerie, Graz
- 2009 Agóra Digitáliában, Olof Palme Ház, Budapest
- 2008 10 éves Jubileumi Kiállítás, Deák Erika Galéria, Budapest
- 2007 A független festmény, Virág Judit Galéria, Budapest
- 2006 Iránypontok, Műcsarnok, Budapest
- 2006 Az Út 1956-2006, Műcsarnok, Budapest
- 2005 Egyhetes, Műcsarnok, Budapest
- 2005 Önarckép, 2b Galéria, Budapest
- 2004 Nyolc magyar festő, Washington
- 2003 Cím nélkül. Új absztrakt képek, Kortárs Művészeti Intézet, Dunaújváros
- 2003 Krém. 2003, MEO, Budapest
- 2002 Homogene, Carde Rouge Galéria, Budapest
- 2001 A festészet allegóriái, Ateliers Pro Arts, Budapest
- 2001 Zászló, Fészek Galéria, Budapest
- 2001 Festészet, Műcsarnok, Budapest
- 2000 Festészet, Műcsarnok, Budapest
- 1999 Minta, Műcsarnok, Budapest
- 1998 Ornamentika, Szombathelyi Képtár, Szombathely
- 1997 Olaj, Vászon, Műcsarnok, Budapest
- 1995 Keleti Inspirációk, Sándor Palota, Budapest
- 1993 Kortárs művészet Magyarországon, Shopia Antipolis
- 1992 Prix Ars Electronica, Linz
- 1991 CorelDraw Computer Fesztivál, Ottawa
- 1990 Stúdió ’90, Budapest
- 1990 Hét Művész, Magyar Néprajzi Múzeum, Budapest
- 1989 Új Szenzibilitás, Berlin
- 1989 De Gele Rijder, Arnheim
- 1988 Stúdió ’88, Budapest
- 1988 Új Szenzibilitás, Szófia
- 1988 Új magyar festészet, Prága, Brno, Karlovy Vary
- 1987 Új Szenzibilitás IV. Kortárs magyar festészet, Pécsi Galéria, Pécs
- 1987 Art Computer, Szépművészeti Múzeum, Budapest
- 1987 Mítosz Magyarországról, Club der Begegnung, Landeskulturzentrum, Linz
- 1986 Pillanatkép. Magyar festők három nemzedéke, Műcsarnok, Budapest
- 1986 Eklektika '85, Magyar Nemzeti Galéria, Budapest
- 1986 Európai. Négy magyar és négy holland festő, Fészek Galéria, Budapest
- 1985 Új Szenzibilitás III., Budapest Galéria, Budapest
- 1985 XVIII. Sao Paulo-i Biennálé, Sao Paulo
- 1985 XX. Nemzetközi Festőhetek, Neue Galerie, Graz
- 1985 De Europesche, Galerie Goem, Nijmegen
- 1985 Magyar festők három nemzedéke, Neue Galerie, Graz
- 1984 Kép '84. trans-avantgard, posztmodern, Fészek Galéria, Budapest
- 1984 Frissen festve.  A magyar festészet új hulláma, Ernst Múzeum, Budapest
- 1983 Miskolci Galéria, Miskolc

## Díjak, ösztöndíjak
- 1984 Hermann Lipót-díj
- 1985 XX. Internationale Malerwochen in der Steiermark, Graz
- 1986 Magyar Tudományos Akadémia Soros Alapítványának Ösztöndíja
- 1986 Művelődési Minisztérium Derkovits-ösztöndíja
- 1987 Stúdió-díj
- 1987 Derkovits Festészeti Nívódíj
- 1992 Prix Ars Electronica Computergraphic, Anerkeannung
- 1997 Kunststipendium der Stadt Frankfurt
- 1999-2000 Római Magyar Akadémia Ösztöndíja
- 2005 Műcsarnok "Egyhetes" Festészeti díj
- 2008 Munkácsy Mihály Díj
- 2011 Victor Vaserely Ösztöndíj, Párizs
- 2012 Vasarely Foundation, Aix-en Provence
- 2014 NKA Kiemelt Alkotói Támogatás

## Munkák közgyűjteményekben
- Művelődési Minisztérium Kulturális Osztály, Budapest
- Művelődési Minisztérium, Budapest
- István Király Múzeum, Székesfehérvár
- Modern Magyar Képtár, Pécs
- Neue Galerie, Graz
- Megyei Könyvtár, Békéscsaba
- Szombathelyi Képtár, Szombathely
- Unilever, Budapest
- Magyar Nemzeti Galéria, Budapest
- Ludwig Múzeum, Budapest
- Raiffeisen Bank Magyar Köztársaság Külügyminisztériuma, Budapest
- Rómer Flóris Művészeti és Történeti Múzeum, Győr